# Flagelante

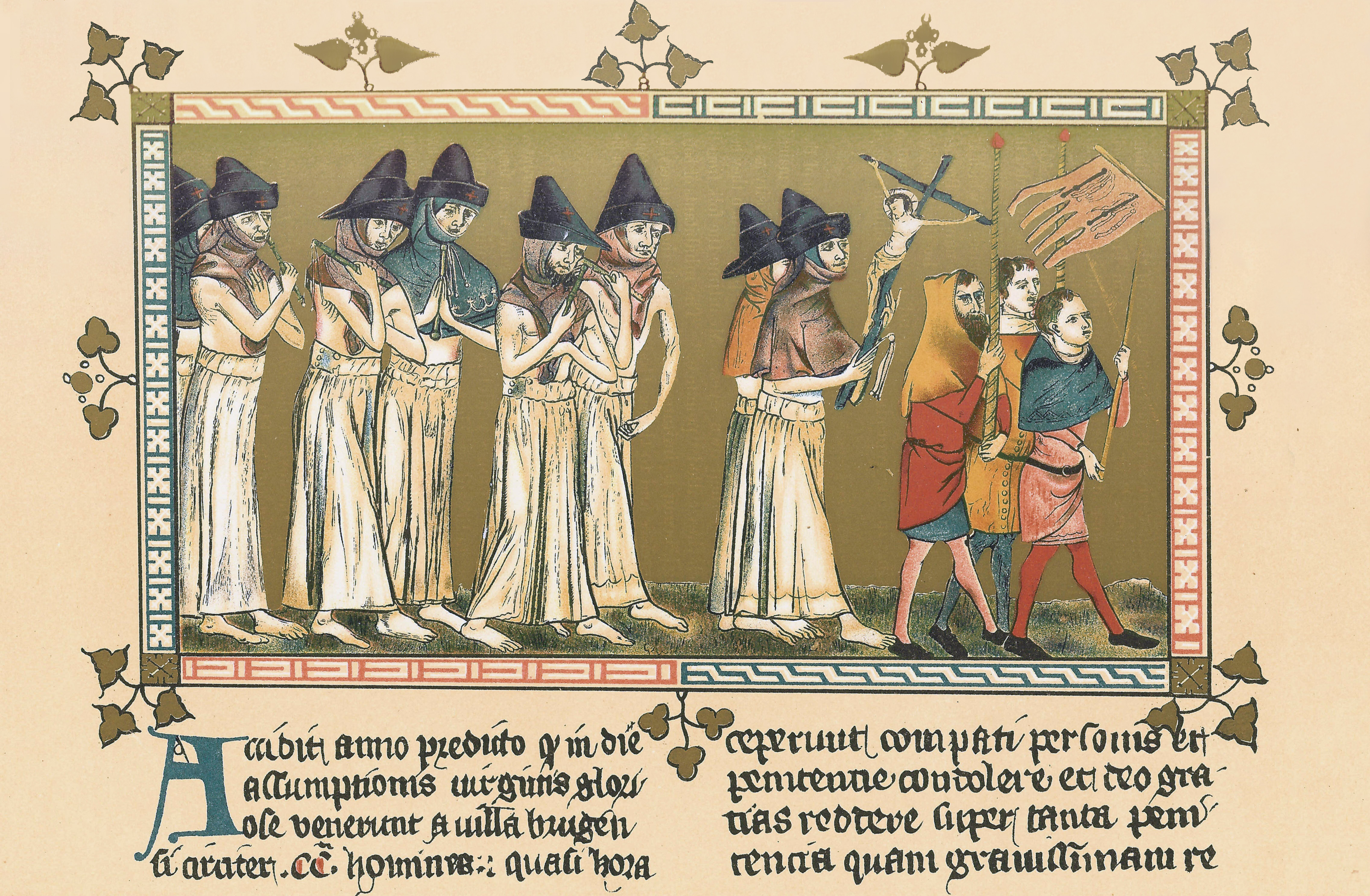
Os Flagelantes de Doornik, em 1349, da crónica de Aegidius Li Muisis século XIV

O movimento Flagelantes foi um grupo ou seita cristã que infligia práticas de auto sofrimento como forma de salvação durante os séculos XIII e XIV — época marcada por misticismo, pragas e guerras — na Europa. São praticantes de uma forma de mortificação da carne, através da flagelação da pele com vários instrumentos de penitência. Muitas confrarias cristãs de penitentes têm flagelantes, que se batem, tanto na privacidade das suas habitações como em procissões públicas, para redenção de seus pecados no mundo espiritual e partilharem da Paixão de Jesus.
Os seus membros defendiam que a prática da autoflagelação, ou seja, na crença de que a aplicação de castigo físico em seus próprios corpos conferia-lhes a cura de doenças (peste bubônica, por exemplo). 

## História
Os primeiros grupos de Flagelantes apareceram em 1260 em Perugia, em Itália.
Este movimento é fortemente condenado pela Igreja, que o considera contrário à fé.
Os Flagelantes desfilavam em procissões nas cidades, durante 33 dias (porque biblicamente esse número corresponde à idade em que Jesus Cristo foi morto, conforme Lucas 3:23), durante os quais se flagelavam com cordas ou cintos de extremidades cortantes.
Esta prática é suposta suficiente para que um fiel pudesse atingir o Paraíso, e os ritos da Igreja não seriam então necessários. Esta foi a principal razão para que a Igreja não tolerasse estas práticas.
O movimento surge e ressurge muitas vezes durante os períodos conturbados, como a Peste negra ou a Guerra dos Cem Anos.
Durante a Peste negra, tais práticas contribuíram para exacerbar a população e pressioná-la a perseguir os judeus e outras minorias que eram acusadas de ser a causa das epidemias ao ter envenenado os poços.

## Organização
O movimento era eminentemente popular, embora estivesse muito bem organizado:
Ao juntar-se aos Flagelantes, os membros desta espécie de confraria tinham de respeitar um ritual que constava de:
- viajar de terra em terra durante 33 dias;
- autoflagelar-se na praça pública;
- orar a Deus;
- viver da caridade;
- vestir o uniforme dos Flagelantes que consistia numa longa túnica negra com um capuz e andar descalço.

## Os Flagelantes na Europa
Partindo de Itália, o movimento dos Flagelantes chega à Áustria, Hungria, Polónia, depois à Alemanha (onde os seus adeptos eram mais numerosos) e Bélgica; na França, o movimento chega até Troyes.
Embora o fenômeno tenha sido atenuado, pode-se considerar que ainda subsistem vestígios nos nossos dias, em parte no folclore e certas procissões da Europa meridional, particularmente durante a Semana Santa de Sevilha. Inclusive, um fenômeno similar existe atualmente, mas com a violência original de seu predecessor, numa tradição religiosa não cristã, na Índia.